# مقاطعة شا تين

موقع مقاطعة شا تين في هونغ كونغ.

مقاطعة شا تين (بالصينية: 沙田區) هي واحدة من 18 منطقة من هونغ كونغ.وهي واحدة من 9 مقاطعات تقع في الأقاليم الجديدة. تضم المقاطعة أكبر عدد للسكان في هونغ كونغ. حيث وفقا لتعداد عام 2001، كان عدد سكانها 628.634 نسمة، بما في ذلك حوالي 27,000 شخص يعيشون في 48 قرية أصلية.

## وصلات خارجية
- مجلس شاتين